# Anna Mae Winburn
Anna Mae Winburn, geborene Dardén, (* 13. August 1913 in Port Royal (Tennessee); † 30. September 1999 in Hempstead, New York) war eine US-amerikanische Sängerin und Bandleaderin des Swing. Sie leitete ab 1941 die International Sweethearts of Rhythm.
Winburn wuchs in Indianapolis auf und trat dort im lokalen Radio und in Clubs als Sängerin auf. Danach zog sie nach Omaha in Nebraska, wo sie in verschiedenen Territory Bands und spielte Gitarre. Sie sang auch in den Serenaders von Lloyd Hunter und mit anderen von dessen Gruppen. Schließlich übernahm sie die Leitung der (noch ausschließlich aus Männern bestehenden) Cotton Club Boys, zu denen zeitweise auch Charlie Christian gehörte. 1941 lösten die sich auf (teilweise durch Einzug wegen des Wehrdienstes nach Kriegseintritt der USA, teilweise sollen sie auch zum durchziehenden Fletcher Henderson gewechselt sein). Winburn erhielt 1941 von Eddie Durham das Angebot, die Frauen-Bigband International Sweethearts of Rhythm zu leiten, deren Arrangeur Durham war. Eine Rolle spielte dabei sicher ihr gutes Aussehen und glamouröses Auftreten, aber auch das von ihr bewiesene Organisationstalent. Sie blieb die Leiterin bis zu deren Auflösung Ende 1948. Sie sang in der Band und dirigierte sie auf der Bühne. Ende der 1940er und Anfang der 1950er Jahre gründete sie Neuauflagen der Band, die aber weniger erfolgreich waren.
Sie heiratete um 1948 Eustace „Duke“ Pilgrim (1921–1970) und hatte mit ihm vier Kinder. Zuletzt wohnte sie in Elmhurst in Queens, New York City.